# Klapý
Klapý är en ort i Tjeckien.   Den ligger i regionen Ústí nad Labem, i den nordvästra delen av landet, 50 km nordväst om huvudstaden Prag. Klapý ligger 238 meter över havet och antalet invånare är 530.
Terrängen runt Klapý är platt åt sydost, men åt nordväst är den kuperad. Runt Klapý är det ganska glesbefolkat, med 42 invånare per kvadratkilometer. Närmaste större samhälle är Litoměřice, 14,4 km nordost om Klapý. Trakten runt Klapý består till största delen av jordbruksmark.